# Малотокмацкий
Малотокмацкий — хутор в Миллеровском районе Ростовской области.
Административный центр Первомайского сельского поселения.

## Население
| 2010 |
| ---- |
| 599  |

## Улицы
| - ул. Больничная, - ул. Мира, - ул. Молодёжная, - пер. Северный, | - ул. Солнечная, - ул. Степная, - ул. Школьная. |